# Sataspes ventralis
Sataspes ventralis är en fjärilsart som beskrevs av Butler 1875. Sataspes ventralis ingår i släktet Sataspes och familjen svärmare. Inga underarter finns listade.